# Qualea cymulosa
Qualea cymulosa là một loài thực vật có hoa trong họ Vochysiaceae. Loài này được Schery miêu tả khoa học đầu tiên năm 1949.